# 鸡鸣三省大桥
27°42′41″N 105°18′12″E / 27.71149°N 105.30345°E
鸡鸣三省大桥，位于中华人民共和国四川、云南、贵州三省交界处，横跨赤水河上游支流倒流河，连接四川省泸州市叙永县水潦彝族乡岔河村和云南省昭通市镇雄县坡头镇德隆村。

## 特点
鸡鸣三省大桥总桥长286.4米，桥型为主跨180米钢筋混凝土上承式拱桥，桥梁宽度为11.5米，其中包括9米行车道和两侧1.25米人行道。桥梁四川岸桥头引道全长637.88米，桥梁云南岸桥头引道全长140.6米，路线全长1041.3米，双向两车道，项目工程预计总投资5900万元。
根据叙永县与镇雄县的共建协议，大桥建设由双方各投资50%的建设资金。2016年7月3日，鸡鸣三省大桥正式动工，采用悬臂浇注法施工修建。2019年7月7日，大桥主拱圈合龙。2020年1月21日正式建成通车。

## 相关
- 鸡鸣三省